# Jean-Pierre Solié
Jean-Pierre Solié nato Jean-Pierre Soulier (Nîmes, 1755 – Parigi, 6 agosto 1812) è stato un compositore e baritono francese.

## Biografia
Sposò Jeanne-Rosalie Spinacuta, prima ballerina della Salle Favart, che morì il 15 aprile 1798, ed ebbe un figlio, Pierre-André-Charles Soulier detto Solié, artista drammatico che sposò Joséphine Papavoine, detta Devoine.
Fece gran parte della sua carriera al Théâtre national de l'Opéra-Comique tra il 1782 e il 1800.

## Opere
- Les Fous de Médine ou la Rencontre imprévue, opéra-comique in tre atti in collaborazione con Henri-Montan Berton, su libretto di Dancourt, Théâtre-Italien (salle Favart), 1º maggio 1790
- Le Franc Breton ou le Négociant de Nantes opéra-comique in un atto, libretto di Dejaure, salle Favart 3 novembre 1792
- Jean et Geneviève, opéra-comique in un atto, libretto di Edmond de Favières, salle Favart 3 dicembre 1792
- L'École de village, opéra-comique in un atto, libretto di Sewrin, salle Favart 10 maggio 1793
- La Moisson, opéra-comique in due atti, libretto di Sewrin, salle Favart 5 settembre 1793
- Le Plaisir et la Gloire, opéra-comique in un atto, libretto di Sewrin, salle Favart 19 gennaio 1794
- Le congrès des rois, commedia in tre atti intervallata da ariette, in collaborazione con Nicolas Dalayrac, André Grétry, Étienne-Nicolas Méhul e 8 altri compositori, libretto di Ève Demaillot, salle Favart 26 febbraio 1794
- La Soubrette ou l'Étui de harpe, opéra-comique in un atto, libretto di François-Benoît Hoffman, salle Favart 3 dicembre 1794
- Le Jockey, opéra-comique in un atto, libretto di F.-B. Hoffmann, salle Favart 6 gennaio 1796
- Le Secret, opéra-comique in un atto, libretto di F.-B. Hoffmann, salle Favart 20 aprile 1796
- Azelina, opéra-comique in tre atti, libretto di F.-B. Hoffmann, théâtre Feydeau 5 dicembre 1796
- La Femme de quarante-cinq ans, opéra-comique in un atto, libretto di F.-B. Hoffmann, salle Favart 19 novembre 1798
- Le Chapitre second, opéra-comique in un atto, libretto di Emmanuel Dupaty, salle Favart 17 giugno 1799
- Une matinée de Voltaire ou la Famille Calas à Paris, opéra-comique in un atto, libretto di Pujoulx, salle Favart 22 maggio 1800
- Une nuit d'été ou Un peu d'aide fait grand bien, opéra-comique in un atto, libretto di Gersin, salle Favart 29 maggio 1800
- Oui ou le Double Rendez-vous, opéra-comique in un atto, libretto di Goulard, salle Favart 29 agosto 1800
- La Rivale d'elle-même, opéra-comique in un atto, libretto di Jacques Bins, conte di Saint-Victor, salle Favart l3 ottobre 1800
- La Pluie et le Beau Temps, ou l'Été de l'an VIII, vaudeville in un atto, libretto di E. Dupaty, salle Favart 17 novembre 1800
- Mademoiselle de Guise, opéra-comique in 3 atti, libretto di Emmanuel Dupaty, 1808
- Le Diable à quatre ou la Femme acariâtre, opéra-comique in tre atti, libretto di Auguste Creuzé de Lesser da un'opera di Michel-Jean Sedaine, théâtre Feydeau 30 novembre 1809

Come cantante d'opera interpretò queste opere:
- Félix ou l'Enfant trouvé, opéra-comique di Monsigny, libretto di Sedaine, 31 agosto 1782
- Les Fausses Apparences ou L'Amant jaloux, opéra-comique di André Grétry, libretto di Thomas d'Hèle, settembre 1782
- Vert-vert, opéra-comique di Nicolas Dalayrac, libretto di Desfontaines-Lavallée, 11 ottobre 1790